# Anticlea oculisigna
Earophila oculisigna es una especie de polilla de la familia Geometridae. La especie fue descrita por primera vez por Louis Beethoven Prout habiendo sido descrita en 1923, con distribución en Chile. El holotipo de la especie fue descrita en los valles del Lago Blanco en la Patagonia. Es una polilla mediana, con una envergadura de 38 mm y de color marrón.